# Gregorio I di Alessandria
Papa Gregorio I (... – 1263), è stato papa e patriarca greco-ortodosso di Alessandria e di tutta l'Africa tra il 1243 e il 1263.